# يوسف البحراني
يوسف بن أحمد بن إبراهيم بن أحمد بن صالح بن عصفور الدرازي البحراني (1107 هـ - 1186 هـ). هو رجل دين وفقيه شيعي بحراني يُعرف باسم صاحب الحدائق نسبة إلى كتابه المشهور الحدائق الناضرة في أحكام العترة الطاهرة، ويعد من أهم رموز المدرسة الأخبارية التي تختلف عن المدرسة الأصولية بأنها ترفض الدليل العقلي والإجماع كمصدر من مصادر التشريع الإسلامي.

## ولادته ونشأته
ولد بقرية الماحوز في البحرين سنة [1107 هـ] (الموافقة لعام 1696 م) وكانت البحرين في تلك الفترة تابعة الدولة الصفوية، ونشأ وتربى على يد والده، وأحضر له معلماً في البيت يعلمه القراءة والكتابة حتى أتقنهما، كما تعلم عليه قراءة القرآن.
بعد وفاة والده سنة 1131 هـ سافر إلى القطيف لإكمال دراسته، وبقي فيها سنتين، ثم عاد إلى البحرين، ولبث فيها بضع سنين، ثم رجع إلى القطيف بعد أن حج بيت الله الحرام، ثم سافر إلى إيران، وحلّ برهة في كرمان، ثم إلى شيراز حيث استقر بها. في سنة 1169 هـ سافر إلى كربلاء، وأقام فيها مدة عشرين عاماً حتى وافته المنية، ودارت بينه وبين الوحيد البهبهاني مناظرات في الأبحاث العلمية العميقة.

## أساتذته
1. أحمد بن عبد الله البلادي البحراني.
2. عبد الله بن علي البلادي البحراني.
3. أحمد بن إبراهيم البحراني. (والده)
4. حسين الماحوزي.

## تلامذته
1. الشيخ محمد المازندراني، المعروف بأبي علي الحائري.
2. الشيخ محمد مهدي النراقي، المعروف بالمحقّق النراقي.
3. السيّد عبد الباقي بن محمّد حسين الخاتون آبادي.
4. الشيخ أحمد بن محمد البحراني، ابن أخيه.
5. الشيخ مهدي بن هداية الله الخراساني.
6. السيّد محمد مهدي بحر العلوم.
7. الشيخ أبو القاسم القمي.
8. السيّد علي الطباطبائي.

## شعره
فله من قصيدة يذكر فيها ما جرى عليه من الملمات والمصائب بعد خروجه من البحرين نتيجة الحروب والنكبات التي أصابتها ويتأسف على فراقها، مطلعها:
ألا من مبلغ عصر الشباب... وشبانا به كانوا صحابي

ومنها:
وقد أصبحت في دهر كنود... به الغارات تشعل بالتهاب
وقد خلت المساكن من ذويها... فرارا في الوهاد وفي الهضاب
مصائب قد غدت منها دواما... دموع العين تجري بانسكاب
علتني نارها فغدوت منها... طريدا في الصحارى والشعاب
واعظم حسرة اضنت فؤادي... تفرق ما بملكي من كتاب
لقد ضاقت علي الأرض طرا... وسد علي منها كل باب
طوتني النائبات وكنت نارا... على علم بها طي الكتاب
ومن شعره أيضاً:
برق تألف بالحمى لحماتها... أم لامع الأنوار من وجناتها
وعبير ندّ عطّر الأكوان أم... ذا عنبر أهدته من نفحاتها
أكريمة الحسبين هل من زورة... تشفي المعنّى من عنا حسراتها
شاب العذار ولم تشوبوا هجركم... منها بشيء لا ولا بعداتها
جودوا ولو بالطيف إن خيالكم... يطفي من الأحشا لظى لهباتها

ويقول فيها:
لله أية وقفة لمحمد... في كربلا ريب على وقعاتها
ضربت عران الذل في أنف الهوى... فغدا يقادبه بنو قاداتها
من حيث أنصار هناك وفتية... سارت بما حفظته من ساداتها
فوق الخيول تخالها كأهلة... وبدور حسن لجن في هالاتها
فإذا سطت تخشى الأسود لكرّها... في الحرب من وثباتها وثباتها
ومنه، وضمنها في رسالة كتبها إلى أهله في البحرين بعد خوجه منها:
قلبي لأجل فراقكم موجوعُ... هل لي إلى ذاك الوصال رجوعُ
وحياتكم من بعدكم ما لذ لي... عيش وإني بالخيال قنوع
رقّوا لصبّ قد تدفّق جفنه... ببكائه فكأنه ينبوعُ
كيف التصبّر والحشا قد ضمّه... ماء ونار والهوى مجموع

## مؤلفاته
- الحدائق الناضرة في أحكام العترة الطاهرة. موسوعة فقهية ضخمة 25 جزء مطبوعة في 26 مجلد، وعليها العديد من الشروح والتعليقات والحواشي.
- الكنوز المودعة في إتمام الصلاة في الحرم الأربعة.
- الشهاب الثاقب في بيان معنى الناصب وما يترتب عليه من المطالب.
- كشف القناع عن صريح الدليل في الرد على من قال في الرضاع.
- أنيس المسافر وجليس الحاضر. وهذا الكتاب معروف ومشهور بين الناس باسم «كشكول البحراني».
- ميزان الترجيح في أفضلية القول فيما عدا الأوليين بالتسبيح.
- عقد الجواهر النورانية في أجوبة المسائل البحرانية.
- الصوارم القاصمة لظهور الجامعين بين ولد فاطمة.
- معراج النبيه في شرح من لا يحضره الفقيه. شرحٌ على كتاب «من لا يحضره الفقيه» لعلي بن بابويه القمي المعروف باسم الشيخ الصدوق.
- الرسالة المحمدية في أحكام الميراث الأبدية.
- تدارك المدارك فيما هو غافل عنه وتارك.
- لؤلؤة البحرين في الإجازة لقرتي العينيين.
- قاطعة القال والقيل في انفعال الماء القليل.
- النفحات الملكوتية في الرد على الصوفية.
- الأربعون حديثاً في مناقب أمير المؤمنين.
- أعلام القاصدين إلى مناهج أُصول الدين.
- سلاسل الحديد في تقييد ابن أبي الحديد.
- اللئالي الزواهر في تتمّة عقد الجواهر.
- الدرر النجفية من الملتقطات اليوسفية.
- أجوبة المسائل البهبهانية.

## وفاته
توفّي في الرابع من ربيع الأول 1186 هـ، في كربلاء، وصلَّى عليه الشيخ الوحيد البهبهاني، ودفن بجوار مرقد الإمام الحسين.